# Charles Niellon
 (avril 2025).
Le général Charles Niellon (né en 1795 et mort en 1871) est un Français d'origine bourguignonne. Il a participé à la révolution belge de 1830 et à la campagne des Dix-Jours. Il crée à cette occasion un corps franc appelé « les chasseurs Niellon » avec lequel il participe ensuite au siège et à la libération d'Anvers.

## Famille et carrière militaire en France
Né le 15 février 1795 à Strasbourg (Bas-Rhin), Charles Niellon est le fils de Jacques-Charles et de Madeleine Gilbert. Sa famille avait du bien; l'un de ses oncles était chirurgien-major.
Charles Niellon s'engage volontairement, le 9 janvier 1812, au 23e Régiment d'Infanterie Légère. Il est rapidement dirigé vers la Catalogne où il est engagé dans les combats d'Astorga (juillet-août), de Villafranca (août) et de Mattaro (septembre). Grâce à sa bonne instruction, il devient très rapidement - dès mars 1813 - caporal, puis caporal-fourrier et, enfin, sergent le 1er avril 1813. 
Il fait alors partie des renforts dirigés vers l'Allemagne. Avec les 3e et 4e Bataillons du 23e Léger aux ordres du maréchal Marmont, il participe aux batailles de Lützen (2 mai) et de Bautzen (21 et 22 mai). Il est promu sergent-major le 1er juillet 1813. 
Il participe à la bataille de Dresde le 27 août. Pendant la bataille de Leipzig, il est blessé d'un coup de baïonnette à la joue droite, avant d'être fait prisonnier par les Russes.
Il rentre en France le 1er juin 1814 : âgé d'à peine 19 ans, il est vétéran de 2 campagnes et a été témoin de 4 grandes batailles en ligne.
Au retour de Napoléon de l'Île d'Elbe, il est incorporé au 2e Régiment d'Infanterie Légère, le 16 avril 1815, et, après la défaite de Waterloo, déserte le 15 juillet.
Le 28 juin 1816, Charles Niellon s'engage - à la mairie de Beaune - dans le régiment des hussards du Bas-Rhin, commandé alors par le colonel de Castellane. Là encore, il devient très rapidement brigadier dès le 29 août, maréchal-des-logis le 13 septembre et maréchal-des-logis-chef le 11 octobre 1816. 
Le 2 mai 1817, le maréchal-des-logis-chef Charles Niellon du 4e escadron déserte avec l'un de ses camarades.

## Premier exil (1817-1828) et retour en France
Réfugié dans les provinces méridionales (future Belgique) du royaume uni des Pays-Bas), il exerce plusieurs métiers : marchand de vin, littérateur, acteur, secrétaire d'un officier général en voyage en Russie, où il réside à Saint-Pétersbourg pendant 8 ans, précepteur. Il rentre en France vers 1827-1828. 
De retour en France, il envisage de s'établir, songe à se marier, de créer un journal avec l'aide de sa famille de Dijon, d'écrire un livre sur ses voyages en Russie. Mais tout s'écroule, le mariage est annulé, le journal ne voit pas le jour, le livre ne sort pas, et Charles Niellon fait des dettes de jeux. Il quitte en catastrophe la France après avoir émis plusieurs lettres de change et il se réfugie une nouvelle fois à Bruxelles. Une plainte est déposée en France contre lui en février 1829, et en septembre 1830, il est condamné par contumace à dix ans de travaux forcés pour faux en écriture.

## Héros de l'Indépendance Belge (1830-1831)
À la même époque, installé en Belgique, il travaille pour le théâtre de Menin, puis à celui du Parc de Bruxelles. Quand éclate la révolution Belge, il se jette à corps perdu dans l'action, se fait nommer capitaine d'une barricade à Bruxelles et prend une part active dans le retrait de l'armée hollandaise. 
Commandant d'un corps franc avec le grade de lieutenant-colonel que lui a donné le gouvernement provisoire, il prend la ville de Lierre le 16 octobre et entre dans Anvers. Le 29 octobre, le gouvernement provisoire le nomme général de brigade. En août 1831, la Hollande rompant l'armistice, attaque massivement les troupes belges. Le général Niellon, avec ses maigres forces, résiste aux troupes hollandaises du prince d'Orange à Turnhout (2 août 1831). Pour beaucoup, il a à cette occasion « sauvé l'honneur de la Belgique ». Commandant de la 1re brigade de la 1re division en août 1831, il est nommé par le roi Léopold Ier, le 19 octobre, commandant de la division des Flandres (⇒ deux provinces : Flandre occidentale et Flandre orientale) en poste à Gand.

## Campagne de presse et démission (1832-1833)
Très rapidement, la presse orangiste publie de nombreux articles sur sa condamnation par contumace pour faux et usage de faux. Niellon, qui avait déjà réglé ses dettes, découvre avec stupeur cette condamnation et se précipite devant les tribunaux de la Seine en juillet 1832. Les jurés déclarent Niellon non coupable, et le président prononce l'acquittement. Dans le même temps, sa désertion du régiment des hussards du Bas-Rhin est amnistiée par une ordonnance rendue le 28 août 1830.
Pourtant ses ennuis ne sont pas terminés : rentrant en Belgique, il découvre que des lettres anonymes sont adressées à tous les officiers supérieurs du corps expéditionnaire français participant au siège d'Anvers : Niellon aurait déserté en 1817 car il allait être accusé de vol et de falsification des comptes. Le coup est rude, car l'information semble d'origine française. Les officiers du 5e Hussards participant au siège, pour la plupart des anciens camarades de Niellon, rédigent une lettre pour réfuter les accusations de malversations et de vol : un des officiers donne même sa version de la désertion de Niellon en 1817 : il était compromis dans un complot bonapartiste... Il est même question d'une rivalité amoureuse entre le maréchal-des-logis-chef Niellon et le colonel de Castellane....
Les soucis de Niellon ne sont pas terminés pour autant. Par souci d'économie, les effectifs militaires de sa division sont réduits : Niellon, considérant qu'il ne peut plus mener à bien sa mission, propose sa démission. À sa grande surprise, elle est immédiatement acceptée; mais les volontaires de 1830 considèrent qu'ils sont mis à l'écart de l'armée et une pétition est déposée à la Chambre des Représentants. Toutefois la mesure a été prise à la demande de Niellon. Et si le roi Léopold Ier le fait chevalier de l'ordre de Léopold à l'occasion de la première promotion de l'ordre, le 15 décembre 1833, Niellon n'est pas réintégré dans l'armée.

## Fin de vie et rebondissement de "l'affaire"
Niellon, en retraite, écrit le livret d'un opéra, se rend en France où il se marie en 1835 (il aura 5 enfants), s'occupe d'une briqueterie, dépose des brevets, mais ne peut réintégrer l'armée belge. Il se met à voyager en Angleterre, en Allemagne, peut-être même en Turquie, gagne beaucoup d'argent qu'il perd cependant très rapidement dans les casinos. En 1868, il publie une version très personnelle des événements de 1830 à 1833.  Il meurt en 1871, laissant sa femme et ses enfants sans argent. Après des funérailles grandioses au cimetière de Laeken (au nord-ouest de Bruxelles), le député Barthélemy Dumortier fera voter une pension de 4000 francs en faveur de sa veuve.
En 1895, à la publication du Journal du maréchal de Castellane, la famille de Niellon découvre avec émotion que l'ancien chef de corps du régiment des hussards du Bas-Rhin reprend mot pour mot les insinuations des lettres anonymes de 1832, et la question se posera alors de savoir si l'auteur des lettres anonymes n'est pas le maréchal de Castellane lui-même. 
En 1899, un avocat bruxellois, Maurice Josson, déplorant la séparation de la Belgique d'avec les Pays-Bas, attaque violemment la mémoire du général Niellon dans une brochure : il reprend les arguments des tracts orangistes de 1830-1833, mais aussi les notes du maréchal de Castellane. Le fils et la veuve de Niellon portent l'affaire devant le tribunal civil de Bruxelles contre l'imprimeur de la brochure et Me Josson. le 1er juillet 1903, le tribunal civil de Bruxelles condamne Maurice Josson à 1000 frs de dommages et intérêts tout en reconnaissant que maître Josson a agi sans animosité personnelle, mais uniquement pour défendre sa thèse.

## Sources et bibliographie
- dossier général Charles Niellon n° 583, MRA, Bruxelles
- dossier général Charles Niellon, 2e série, généraux étrangers n° 10, SHD, Vincennes
- LECOMTE (Louis), "Comment on devenait général sous la Révolution " dans Revue Générale, 15 mars 1925
- MASSONI (Gérard-Antoine), "Le général Charles Niellon, déserteur des hussards du Bas-Rhin, général dans l'armée royale Belge" dans Vivat Hussar, 1995, n° 30, Tarbes, p. 115-131
- MERIGNAC (Marie-Odile), Charles Niellon, un aventurier bourguignon, héros de la Révolution, Paris, archives et Culture, 1995
- Histoire des événements militaires et des  conspirations orangistes de la révolution en Belgique de 1830 à 1833 rédigées d'après les Mémoires du général Niellon avec pièces justificatives, Bruxelles, 1868.